# Bebelis concisa
Bebelis concisa är en skalbaggsart som beskrevs av Maria Helena M. Galileo och Martins 2006. Bebelis concisa ingår i släktet Bebelis och familjen långhorningar. Inga underarter finns listade.